# 몬테키오
몬테키오(이탈리아어: Montecchio)는 이탈리아 움브리아주 테르니도에 위치한 코무네다. 페루자로부터 남쪽 50km, 테르니로부터 북서쪽 30km 거리에 있다.
팔레스코의 양조장이 이곳에 위치해있다.